# Хулиганский флот
Хулиганский флот — неформальное название «флота» из частных парусных яхт, катеров и рыболовецких шхун, созданного в 1942 года с целью усиления противолодочной обороны на атлантическом побережье США и в Мексиканском заливе. Имел официальное наименование «Пиратский флот» (Corsair Fleet), которое почти не употреблялось на практике. Командование ВМС США называло эти вспомогательные силы «ближним патрулем» или «прибрежным пикетом».
Учитывая слабое вооружение большинства таких судов, основная задача Хулиганского флота сводилась к обнаружению немецких подводных лодок, а также к спасению экипажей торпедированных судов.

## Предыстория
11 декабря 1941 года нацистская Германия объявила войну Соединённым Штатам. 13 января 1942 года немецкий подводный флот начал операцию «Паукеншлаг», в ходе которой в течение января-февраля 1942 года в Морской пограничной зоне восточного побережья США было потоплено 31 судно общим тоннажем почти 200 000 брт . При этом ни одна немецкая подводная лодка не была уничтожена.

## История возникновения Хулиганского флота
Ещё летом 1941 года руководитель «Сruising Club of America» Альфред Стенфорд поставил перед собой задачу убедить командование флота в том, что прогулочные катера и яхты могут участвовать в обороне страны. После вступления США во Вторую мировую войну командование флота столкнулось с острой нехваткой кораблей для защиты торгового судоходства у побережья страны. В этих условиях 5 марта 1942 года «Cruising Club of America» предложил командованию Морской пограничной зоны восточного побережья США взаймы тридцать парусных яхт длиной от 50 до 90 футов с опытными шкиперами и личным составом. 4 мая 1942 года адмирал Кинг принял решение использовать этих добровольцев в составе Вспомогательных сил береговой охраны.
Но уже 23 мая Кинг приказал всем командующим морских пограничных зон «произвести тщательный отбор судов для перевода их из сил местной обороны в состав сил морской пограничной зоны… для чего должны быть изысканы средства, позволяющие судам находиться в море в течение двух третей всего времени, будь то для участия в боевых действиях или для несения спасательной службы» .
Более поздней директивой был определён тип требуемого судна, «способного выйти в море в хорошую погоду на 48 часов, имея крейсерскую скорость». Эти суда могли быть вспомогательными парусными или моторными яхтами, рыбацкими шхунами или другими частными плавсредствами. Они могли быть приняты флотом взаймы, приобретены или реквизированы. Планировалось, что суда должны быть вооружены по крайней мере четырьмя 300-фунтовыми глубинными бомбами, одним пулемётом, рацией и, по возможности, радиотелефоном. На практике многие яхты и катера не имели глубинных бомб на борту.

Адмирал Кинг приказал береговой охране сформировать оперативные группы из этих судов, которые командующие морских пограничных зон должны были придать патрульным станциям, установленным вдоль 50-саженной изобаты у Атлантического побережья и Мексиканского залива. 14 июля 1942 года был издан оперативный план Морской пограничной зоны восточного побережья США по вопросу использования ближнего патруля. Суда были сведены в шесть оперативных групп: северную, нарраган-сеттскую, нью-йоркскую, делавэрскую, чесапикскую и южную. 

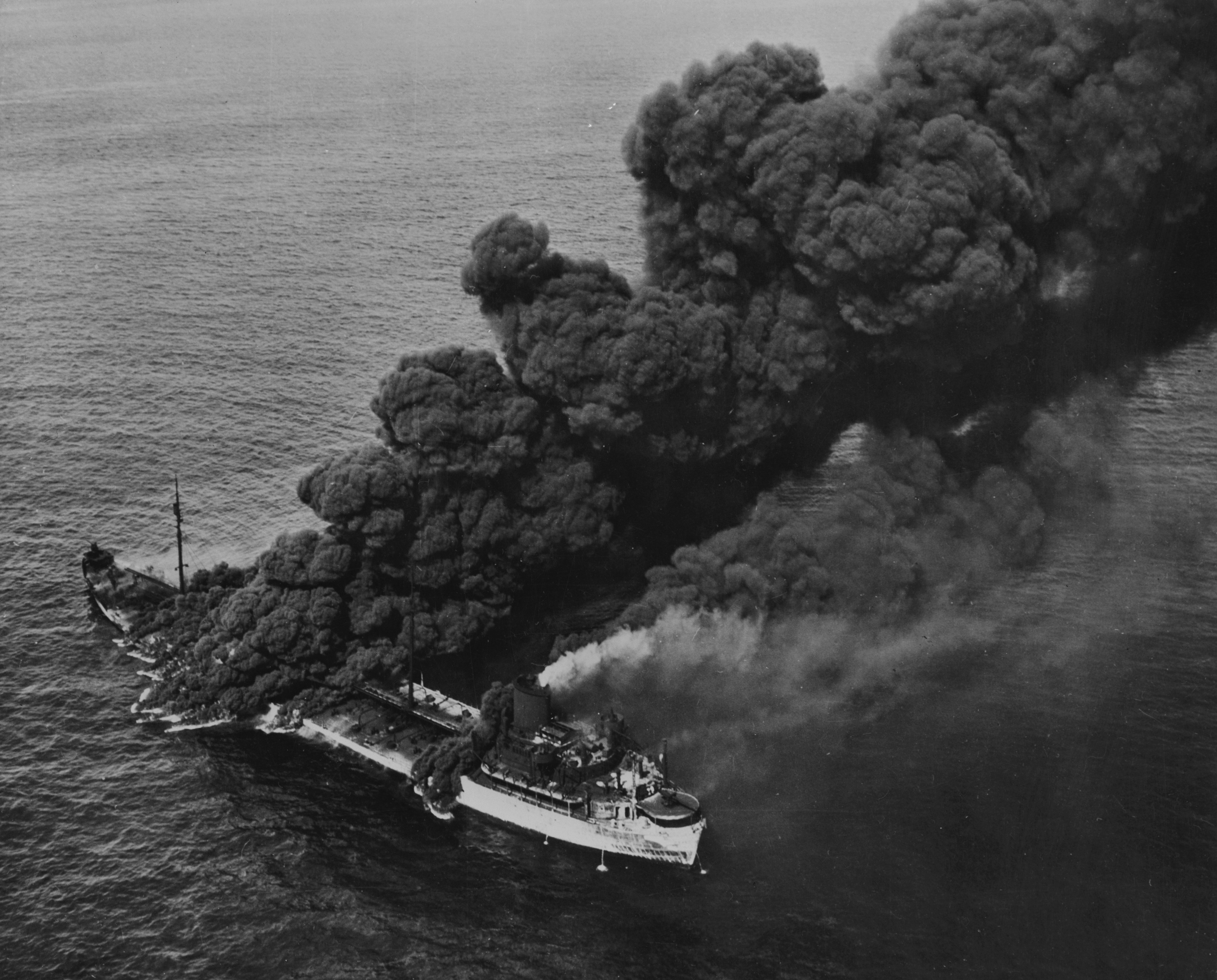
Танкер «Pennsylvania Sun», торпедированный 15 июля 1942 года подводной лодкой U-571 в Мексиканском заливе

Каждое судно было снабжено армейской картой, на которой водное пространство на расстоянии до 200—300 миль от берега было разбито на 15-мильные квадраты. Предполагалось, что эти суда будут нести круглосуточный патруль в каждом таком квадрате.
Выполняя эту задачу, малые суда были обязаны «наблюдать и доносить о боевых действиях подводных лодок противника, о его надводных и воздушных силах», «атаковать и уничтожать подводные лодки противника, если это позволяет вооружение».

## Использование хулиганского флота для борьбы с подводными лодками
Первые несколько месяцев деятельности яхт в составе флота показали, что они оказались слишком тихоходными и неспособными вести наступательные действия против подводных лодок. В то же время яхты могли с успехом использоваться для обнаружения подводных лодок противника. Поскольку в составе большинства команд имелся квалифицированный штурман, то шкиперы могли передать по радиотелефону координаты любой обнаруженной подводной лодки или самолёта.
Наибольшее количество яхт в патрулировании прибрежных вод было задействовано в первом и третьем морских округах, охватывающих Новую Англию, штат Нью-Йорк и часть штата Нью-Джерси. К 25 августа 1942 года один только первый морской округ имел в составе патрульной службы 51 вспомогательную парусную яхту длиной от 50 до 75 футов. Только седьмой морской округ (Новый Орлеан) имел больше пикетов, которые в основном состояли из рыбацких шхун, занятых патрулированием раз в месяц в течение семи дней. Остальные три недели они вели рыбную ловлю.
С наступлением зимы командование ВМС рассчитывало перевести все ближние патрули из северных вод в зону Гольфстрима. Но, по мнению береговой охраны, этот флот мог продолжать свою деятельность и в зимних условиях. Поэтому патрульные суда продолжали нести службу и в течение необычайно суровой зимы 1942—1943 годов.
В январе 1943 года в целях экономии средств адмирал Кинг приказал сократить прибрежный патруль на 35 %. К этому времени строилось достаточное количество 83-футовых кораблей пограничной охраны, которые могли заменить вспомогательные суда. Начался процесс возвращения этих малых судов своим владельцам. Флот оставил за собой несколько более крупных яхт для действий в открытом море, оснащенных лучше, чем 83-футовые яхты. Но в основном 1 октября 1943 года Хулиганский флот прекратил свое существование.

### Использование гоночных яхт для борьбы с подводными лодками
Наряду с прогулочными яхтами в патрулировании побережья участвовало несколько бывших бермудских гоночных яхт: «Edlu II», «Winfred», «Sea Gypsy», «Vema» и «Redhead». Эти суда могли действовать на расстоянии до 100 миль от своей базы в Гринпорте(о. Лонг-Айленд). Иногда они находились в море больше недели.
15 сентября 1942 года яхта «Edlu II» в условиях слабого тумана к югу от Монтаук Пойнт обнаружила подводную лодку на дистанции менее 100 ярдов. Команда приняла решение атаковать противника. Но яхта не имела глубинных бомб, и прежде чем она успела открыть пулеметный огонь, подводная лодка ушла под воду.

### Хемингуэй — охотник за подводными лодками
Участие в борьбе с немецкими подводными лодками принял и Эрнест Хемингуэй. В 1934 году по заказу писателя была построена 12-метровая моторная яхта «Пилар» (Pilar). Весной 1942 года яхта была оснащена коротковолновым радиопередатчиком, противотанковым ружьём и магнитными минами. Команда, помимо самого Хемингуэя и капитана-рулевого, состояла из 9 человек, вооружённых ручными гранатами и пистолет-пулемётами Томпсона. Для поиска подводных лодок в темное время суток на борту имелись ночные бинокли .
Хемингуэй получил приказ действовать в Мексиканском заливе в районе Камагуэйского архипелага . Катер не был оснащен не только глубинными бомбами, но даже крупнокалиберным пулемётом. Поэтому план Хемингуэя заключался в том, чтобы взять немецкую лодку на абордаж, захватить в плен экипаж и завладеть секретными шифрами. В 1944 году Хемингуэй рассказывал своему брату Лестеру: «Мы запаслись каперским свидетельством, совсем как в старину. Оно у меня дома. Из него следует, что экипаж состоит из представителей разных национальностей, но действует в интересах США и с разрешения властей. Таким образом, мы надеялись в какой-то степени легализовать нашу работу, чтобы нас не прикончили сразу же, если судьба обернётся против нас. Ибо счастье — тот же маятник». Однако в впоследствии обнаружить это свидетельство в доме Хемингуэя так и не удалось.
Хемингуэй лично участвовал в патрулировании вод Мексиканского залива в течение года. Он назвал эту операцию «Friendless», в честь одного из своих любимых котов. За это время команде не удалось обнаружить ни одной немецкой субмарины. После отъезда Хемингуэя в Европу командование «Пиларом» принял Грегорио Фуэнтес . Впечатления, полученные писателем во время патрулирования Мексиканского залива, легли в основу третьей части романа «Острова в океане». По сюжету команда «Пилара» преследует членов экипажа затонувшей немецкой подводной лодки, а затем вступает с ними в бой.

## Эффективность
Историки Морисон и Ноубл упоминают несколько случаев обнаружения немецких подводных лодок судами Хулиганского флота. И хотя им не удалось уничтожить ни одной субмарины, некоторый положительный эффект от патрулирования прибрежных вод частными судами был. Морисон писал: «Американские подводные лодки, действовавшие в контролируемых японцами водах Тихого океана, встречали аналогичные суда-сампаны, выполнявшие те же обязанности, что и суда нашего ближнего патруля. Эти японские суда причиняли нам изрядное беспокойство. Не зная, каково оснащение сампанов, подводная лодка, естественно, не могла рисковать оставаться в надводном положении вблизи этого судна и не желала обнаруживать себя стрельбой или понапрасну тратить торпеду. Реакция германских подводных лодок на наш патруль была аналогична».

## Значение
Яхтсмены предложили свои услуги в тот момент, когда флот располагал чрезвычайно незначительным количеством малых судов и кораблей. К моменту формирования Хулиганского флота ещё не были спущены на воду первые шестьдесят охотников за подводными лодками типа «PC» и «SC». Таким образом, как временная мера, использование частных яхт и катеров было оправдано в сложившейся обстановке. Самуэль Морисон отмечал, что соответствующее количество патрульных самолётов и дирижаблей, оборудованных радарами, могло бы сделать гораздо больше. Но в 1942 году флот не имел достаточного количества таких средств противолодочной борьбы. По мнению Морисона систему ближнего патруля надлежало подготовить ещё до вступления США в войну, что позволило бы спасти жизни многим морякам с торпедированных торговых судов и танкеров.
В середине 1943 года этот флот был в основном укомплектован добровольцами, офицерский состав состоял из бывших владельцев яхт или капитанов. Таким образом, ближний патруль превратился в превосходную школу по изучению основ морского дела для флота и береговой охраны. Сотни лиц, прошедших учёбу в ближнем патруле, впоследствии направлялись для службы на катера, транспорты и десантные средства. Такая подготовка личного состава флота окупала все усилия и расходы связанные с функционированием ближнего патруля..